# Kasmaran (Pagentan)
Kasmaran is een bestuurslaag in het regentschap Banjarnegara van de provincie Midden-Java, Indonesië. Kasmaran telt 1876 inwoners (volkstelling 2010).